# Milano-Sanremo 1982
La Milano-Sanremo 1982, settantatreesima edizione della corsa, fu disputata il 20 marzo 1982, per un percorso totale di 294 km. Fu vinta dal francese Marc Gomez, giunto al traguardo con il tempo di 7h04'12" alla media di 41,584 km/h. Per la prima volta nella storia si affrontò la salita della Cipressa.
Presero il via da Milano 260 ciclisti, 81 di essi portarono a termine la gara.
C'e brutto tempo. Dopo 8 km vanno 13 in fuga : Bortolotto, Antinori, Boni, Cesare Cipollini, Bressan, Guyot, Bontempi, Delle Case, Santimaria, Angelucci, Alain Bondue, Marc Gomez e De Vos. La fuga guadagna quasi un quarto d'ora di vantaggio quando inizia a grandinare tra freddo e pioggia. Si ritirano Battaglin, Beccia e Baronchelli e sul Turchino anche Saronni distrutto dal freddo. Il gruppo lascia andare la fuga e solo ad Alassio Argentin, Moser, Contini e Prim escono dal gruppo e vanno all'inseguimento. Sulla Cipressa Bondue e Gomez staccano i compagni di fuga e vanno via insieme. Nella discesa dal Poggio Bondue scivola a terra e Gomez va a vincere.

## Ordine d'arrivo (Top 10)
| Pos. | Corridore          | Squadra         | Tempo    |
| ---- | ------------------ | --------------- | -------- |
| 1    | Marc Gomez         | Wolber-Spidel   | 7h04'12" |
| 2    | Alain Bondue       | La Redoute      | a 10"    |
| 3    | Moreno Argentin    | Sammontana      | a 2'01"  |
| 4    | Francesco Moser    | Famcucine       | s.t.     |
| 5    | Tommy Prim         | Bianchi-Piaggio | s.t.     |
| 6    | Claudio Bortolotto | Del Tongo       | s.t.     |
| 7    | Silvano Contini    | Bianchi-Piaggio | s.t.     |
| 8    | Patrick Versluys   | Boule d'Or      | a 2'42"  |
| 9    | Leo van Vliet      | TI Raleigh      | a 3'35"  |
| 10   | Walter Delle Case  | Atala           | s.t.     |